# DNA-methyltransferase
DNA methyltransferase is een familie van enzymen die nauw betrokken is bij het uitzetten (silencing) van genen binnen het genoom van eukaryoten. DNA methyltransferase kan zich binden aan zogenoemde CpG-eilanden (delen van het DNA met veel opeenvolgende cytosines en guanines), die zich meestal stroomopwaarts van genen bevinden. Het cytosine kan gemethyleerd worden door DNA-methyltransferase in 5-methylcytosine. De gemethyleerde CpG-eilanden kunnen op hun beurt herkend worden door het enzym histon-acetyltransferase (HATs).